# Шкред Олег Васильович
Олег Васильович Шкред (нар. 1 жовтня 1982, Львів, Українська РСР) — український футболіст, захисник.

## Клубна кар'єра
Вихованець клубу УФК (Львів), кольори якого захищав у ДЮФЛУ. Перший тренер — Володимир Безуб'як. У 1998 році розпочав футбольну кар'єру в другій команді львівських «Карпат». Наступного року підписав контракт з ФК «Львів». У 2000 році отримав запрошення до «Шахтаря» (Донецьк). Через величезну конкуренцію в головній команді, грав за другу та третю команди «Шахтаря». Виступав також в оренді за «Полісся» (Житомир) та «Вінниця». На початку 2004 року підписав контракт з маріупольським «Іллічівцем». Влітку 2007 року повернувся до львівських «Карпат», у складі якого зіграв 1 матч у Вищій лізі. З 2008 по 2009 рік грав у Казахстані за «Кайсар» та «Ордабаси». У 2010 році повернувся до України, де грав за «Куликів». У першій частині сезону 2010/11 років виступав також за франківське «Прикарпаття».

## Кар'єра в збірній
Виступав за юнацьку та студентську збірні України. Учасник Літньої Універсіади 2001 року.